# Matsal

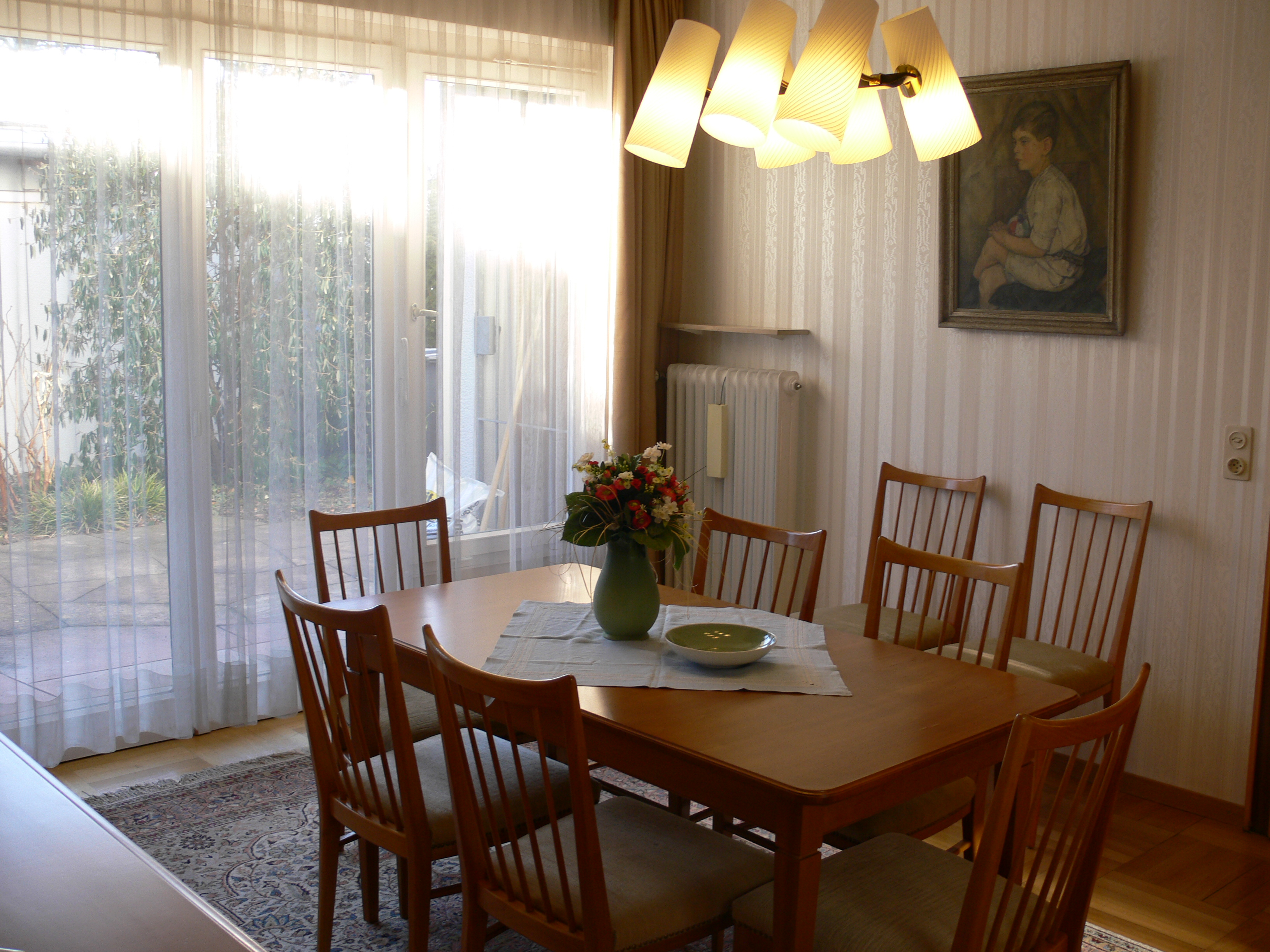
Privat matsal i Tyskland.

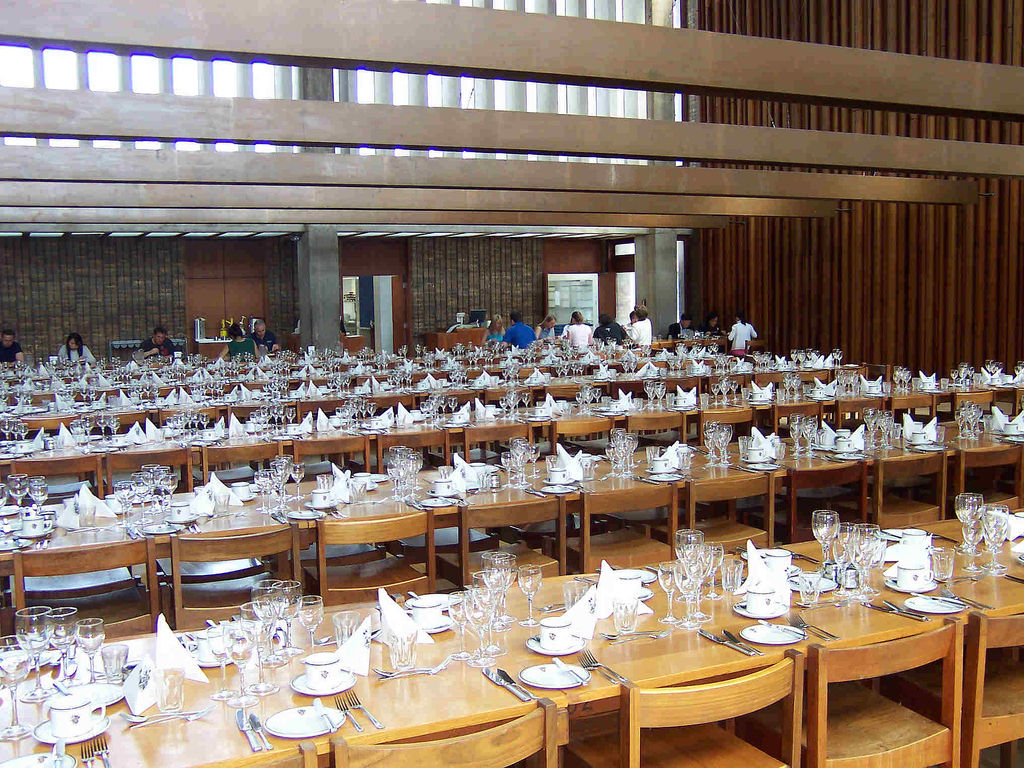
Matsal på college i Storbritannien.

En matsal är ett större rum avsett för måltider i bostad eller ett utrymme för matgästerna i restaurang. Refektorium är matsalen i ett kloster. Ordet "matsal" är belagt i svenska språket sedan 1583.

## Privata matsalar
I äldre lägenheter och hus brukar det om bostadsytan medger finnas en särskild matsal, skild från köket. En matsal är vanligen inredd med matbord och stolar, men det brukar också finnas en skänk eller någon annan serveringsmöbel eller avlastningsyta i rummet. Det är också vanligt att förvara porslin och bestick i skänken eller i något annat förvaringsutrymme i matsalen.

## Allmänna matsalar
Matsalar, bespisningslokaler eller kantiner avsedda för fler personer än en familj och dess gäster finns bland annat på skolor, arbetsplatser, hotell och restauranger.